# 嚴自完
嚴自完（？—1623年），字叔瑜，號心蘧，浙江湖州府歸安縣人，明朝政治人物。同進士出身。

## 生平
萬曆三十七年（1609年）己酉科舉人，萬曆四十四年（1616年），登丙辰科進士，授福建惠安縣知縣，天啓元年（1621年）改晉江縣知縣，本年本省同考。為官寬厚仁慈，不擾民。天啓三年病卒。

## 著作
治《春秋》，著有《春秋要解》。

## 家族
曾祖嚴鳳，弘治十四年舉人，官贵州镇远府知府。祖嚴大節，父嚴範，舉人。前母沈氏，母吕氏。從兄严自省，萬曆十年舉人。严自明，万历三十四年舉人，官同知。
有孫严曾所，康熙丁未進士。曾孫严元帱，康熙庚辰進士。